# Cronologia dels vols espacials
Aquest article és una cronologia de vols espacials coneguts, tant tripulats com no tripulats, cronològicament ordenats per data de llançament. Causa de la seva gran grandària, la línia de temps es divideix en petits articles, un per cada any des de 1951. Hi ha una llista separada per a tots els vols que es van produir abans de 1951.
La llista de 2025, i en les llistes per als anys següents, poden contenir llançaments que no han ocorregut encara.
Per al propòsit d'aquest article, un vol espacial es defineix com qualsevol vol que travessa la línia de Karman, la vora de l'espai reconegut oficialment, que és a 100 km sobre el nivell del mar (AMSL). La línia de temps conté tots els vols que s'han fet, o estaven destinats a fer-ho, però no va poder ser, o està previst fer-ho en un futur no gaire llunyà.

## Llançaments orbitals
- Fracassat
- Fracassat parcialment
- Reeixit
- Programat

## Encontres espacials a partir de 2020
| Data (UTC)             | Nau/Sonda  | Esdeveniment                       | Comentaris |
| ---------------------- | ---------- | ---------------------------------- | ---------- |
| 24 de setembre de 2023 | OSIRIS-REx | Arribada de les mostres a la Terra |            |
| Juliol de 2031         | Hayabusa2  | Arribada a l'asteroide 1998 KY26   |            |